# Каюкос (Каліфорнія)
Каюкос (англ. Cayucos) — переписна місцевість (CDP) в США, в окрузі Сан-Луїс-Обіспо штату Каліфорнія. Населення — 2505 осіб (2020).

## Географія
Каюкос розташований за координатами 35°26′16″ пн. ш. 120°53′8″ зх. д. / 35.43778° пн. ш. 120.88556° зх. д. (35.437806, -120.885591).  За даними Бюро перепису населення США в 2010 році переписна місцевість мала площу 9,01 км², з яких 8,03 км² — суходіл та 0,98 км² — водойми. В 2017 році площа становила 10,45 км², з яких 8,03 км² — суходіл та 2,42 км² — водойми.

## Демографія
Згідно з переписом 2010 року, у переписній місцевості мешкали 2592 особи в 1314 домогосподарствах у складі 728 родин. Густота населення становила 288 осіб/км².  Було 2354 помешкання (261/км²).
Расовий склад населення:
| - 91,3 % — білих - 2,1 % — азіатів - 0,5 % — корінних американців - 0,3 % — вихідців з тихоокеанських островів - 0,2 % — чорних або афроамериканців - 2,2 % — осіб інших рас |

До двох чи більше рас належало 3,4 %. Частка іспаномовних становила 8,0 % від усіх жителів.
За віковим діапазоном населення розподілялося таким чином: 13,0 % — особи молодші 18 років, 61,8 % — особи у віці 18—64 років, 25,2 % — особи у віці 65 років та старші. Медіана віку мешканця становила 53,0 року. На 100 осіб жіночої статі у переписній місцевості припадало 91,9 чоловіків;  на 100 жінок у віці від 18 років та старших — 93,2 чоловіків також старших 18 років.
Середній дохід на одне домашнє господарство  становив 92 067 доларів США (медіана — 58 175), а середній дохід на одну сім'ю — 122 634 долари (медіана — 74 024). За межею бідності перебувало 9,6 % осіб, у тому числі 0,0 % дітей у віці до 18 років та 7,1 % осіб у віці 65 років та старших.
Цивільне працевлаштоване населення становило 1199 осіб. Основні галузі зайнятості: мистецтво, розваги та відпочинок — 19,8 %, науковці, спеціалісти, менеджери — 17,1 %, освіта, охорона здоров'я та соціальна допомога — 14,7 %.